# نورمن فیلد (بازیکن فوتبال)
نورمن فیلد (انگلیسی: Norman Field؛ 27 August 1927 – ۱۹۹۳ (۶۵−۶۶ سال)) بازیکن فوتبال بود.
از باشگاه‌هایی که در آن بازی کرده‌است می‌توان به باشگاه فوتبال منزفیلد تاون اشاره کرد.